# Urocitellus armatus
Espèce
Statut de conservation UICN

 LC  : Préoccupation mineure
Urocitellus armatus est une espèce de mammifères rongeurs de la famille des Sciuridés présente aux États-Unis.